# Bolesław Augustis
Bolesław Augustis (ur. 1912, zm. maj 1995) – polski fotograf znany ze zdjęć przedstawiających życie w przedwojennym Białymstoku.

## Życiorys
Urodził się w Imperium Rosyjskim w rodzinie zesłańców po powstaniu styczniowym. Przez pierwsze lata życia mieszkał wraz z rodziną w Nowosybirsku, gdzie terminował w zakładzie fotograficznym. W 1932 rodzina Augustisów powróciła do Polski i 6 maja osiedliła się w Białymstoku. Początkowo pracował jako pomocnik u fotografa Neuhüttlera przy Rynku Kościuszki, następnie w 1935 otworzył własny zakład „Polonia Film” przy ul. Kilińskiego 12, potem przy Kilińskiego 14. Augustis wykonywał głównie zdjęcia na zamówienie, fotografował przechodniów i ważne wydarzenia w Białymstoku.
W listopadzie 1939 po agresji ZSRR na Polskę jego ojciec zostaje aresztowany i osadzony w więzieniu w Mińsku, po czym ślad po nim zaginął. W trakcie zabawy sylwestrowej 1939/1940 w auli białostockiego gimnazjum im. Króla Zygmunta Augusta został aresztowany przez NKWD i wywieziony na Syberię. Tam wstąpił do Armii Andersa, w szeregach której walczył do końca II wojny światowej. Po jej zakończeniu zdecydował o niewracaniu do Polski i po krótkim pobycie w Wielkiej Brytanii wyjechał do Nowej Zelandii. Tam ożenił się z Polką, która również była zesłana na Syberię. Porzucił zawodowe fotografowanie i prowadził firmę budowlaną. Do końca życia nie odwiedził Polski.

## Odnalezienie zbioru zdjęć
Augustis pozostawał fotografem całkowicie zapomnianym aż do czasu przypadkowego odkrycia przez dwóch nastoletnich chłopców w czerwcu 2004 kilku tysięcy jego zdjęć w opuszczonej posesji przy ul. Bema w Białymstoku. Dzięki staraniom białostockiego fotografa Grzegorza Dąbrowskiego zdjęcia (wykonane w latach 1935-1939) zostały zabezpieczone i oczyszczone. Augustis został uznany za wybitnego fotografa, a wykonane przez niego zdjęcia mają wielką wartość dokumentacyjną i artystyczną.
Od 2004 roku zdjęcia Augustisa były prezentowane na kilku wystawach w Białymstoku i w Instytucie Polskim w Berlinie. W 2010 ukazał się album prezentujący niemal sto zdjęć Augustisa.